# Старина (Ершичский район)
Старина — деревня в Ершичском районе Смоленской области России. Входит в состав Руханского сельского поселения. Население — 45 жителей (2007 год). 
Расположена в южной части области в 15 км к юго-востоку от Ершичей, в 36 км юго-западнее автодороги А141 Орёл — Витебск. В 36 км северо-западнее деревни расположена железнодорожная станция Криволес на линии Рославль — Кричев. 

## История
В годы Великой Отечественной войны деревня была оккупирована гитлеровскими войсками в августе 1941 года, освобождена в сентябре 1943 года.